# Krommertstraat
De Krommertstraat is een straat in Amsterdam-West. Ze is op 22 april 1925 per raadsbesluit vernoemd naar de watergang De Krommert.

## Ligging en geschiedenis
De Krommertstraat begint aan de Jan Evertsenstraat onder een overspanning; de straatnaam staat echter al aangegeven op de gevel die nog behoort aan de Jan Evertsenstraat. Ze eindigt op de Pieter van der Doesstraat. De straat is de enige straat in deze buurt die niet vernoemd is naar een zeeheld of Geus. Jan Evertsen en Pieter van der Does waren zeehelden. De enige dwarsstraat op de Krommertstaat de Cornelis Dirkszstraat is vernoemd naar geuzenleider Cornelis Dirkszoon. De even huisnummers lopen op tot nummer 22; de oneven nummers tot 19.

## Gebouwen
De Krommertstraat is een woonstraat met slechts één winkeleenheid op nummer 12. De bebouwing aan de straat werd tussen 1939 en 2006 overheerst door het Sportfondsenbad-West dat geplaatst was ten noordwesten van de kruising met de Cornelis Dirkszstraat. Na de sloop van het zwembad werden er appartementen gebouwd. Aan de even kant is aan het begin de achter- en zijgevel te zien van de voormalige bioscoop/theater West-End, de gevel bevindt zich in 2018 in deplorabele staat. Er zijn delen van de gevel afgebrokkeld. In 2021 werd het gebouw gesloopt om plaats te maken voor nieuwbouw.
De ongeveer zestig meter lange straat begint met een gemeentelijk monument. De huisnummers 1-3 en 2-4 maken deel uit van een omvangrijk complex rondom de Jan Evertstraat dat in 2013 tot gemeentelijk monument werd benoemd. Het complex is gebouwd in de stijl van de Amsterdamse School (de huisnummerbordjes 1-3 en 2-4 zijn eveneens in die stijl) naar een ontwerp van Jo van der Mey. De Krommertstraat begint in een onderdoorgang in het noordelijk blok.

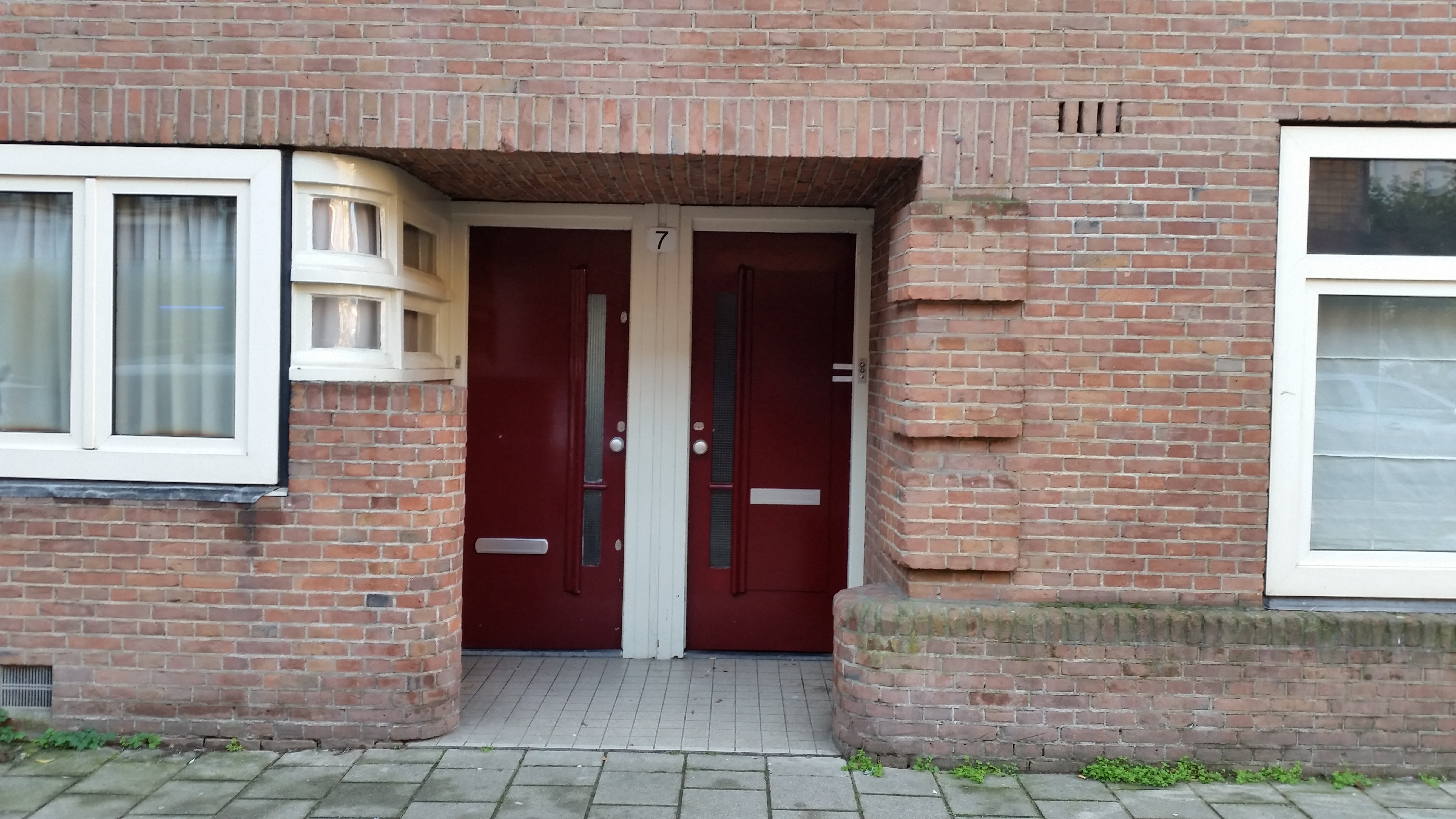
Krommertstraat 7 (oktober 2018)

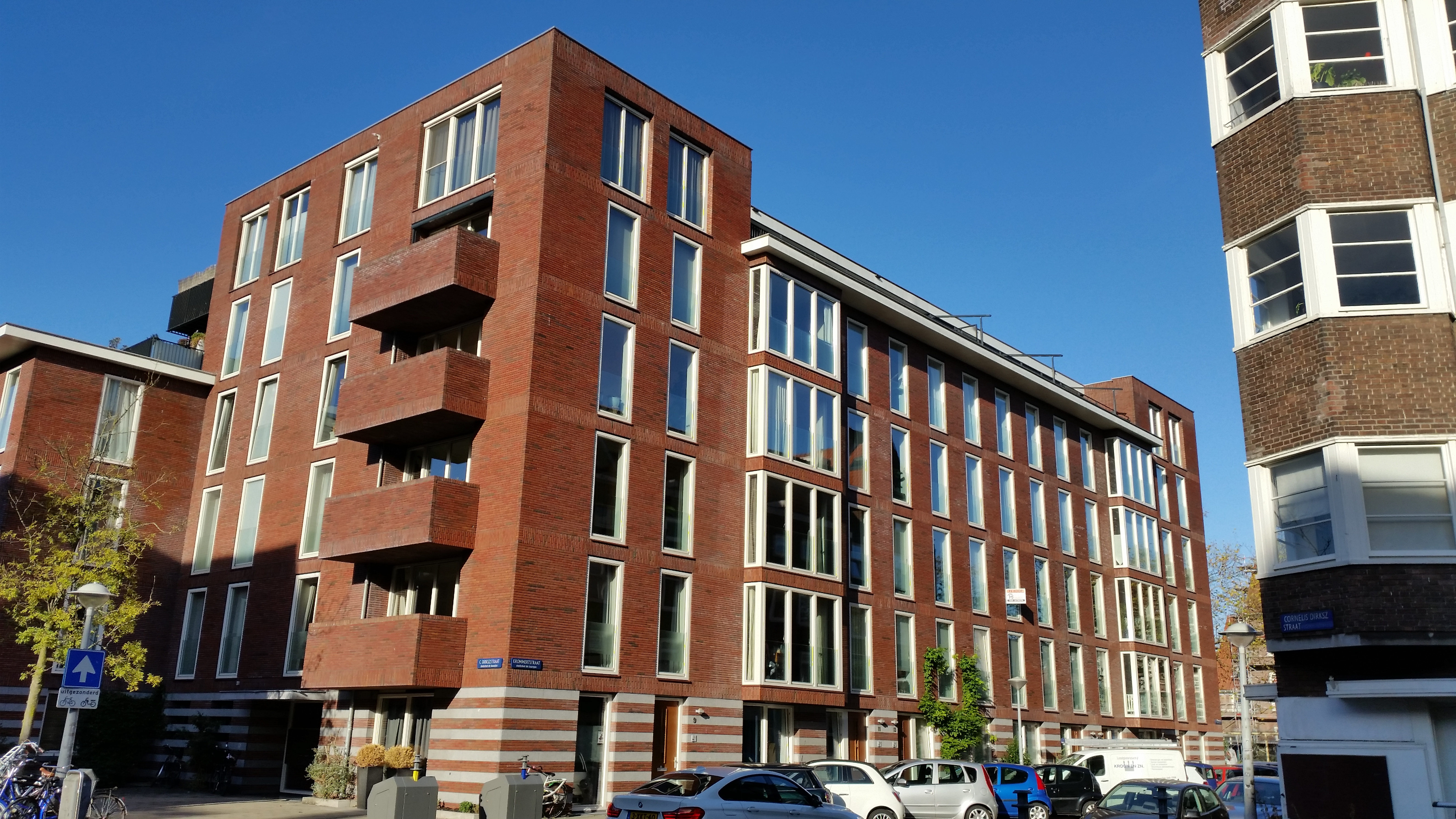
Krommertstraat 9-19 (oktober 2018)